# Bravú
Se conoce como bravú al movimiento musical surgido en Galicia a principio de los años 90, a través de grupos que tenían en común un orgullo por la cultura popular gallega. El término hace referencia en gallego al olor y sabor de la carne de caza de machos salvajes sin capar.
Xavier Valiño llegó a formular unos principios de este movimiento en su libro "A paixón que queima o peito" ("La pasión que quema el pecho"). En palabras de sus miembros, el bravú es un "rock sin capar, que surgió cuando las guitarras llegaron a las aldeas".
Puede considerarse el bravú un rock rural, de la Galicia profunda, forma de expresión de los hijos de campesinos y pescadores, que narran sus vivencias cotidianas, teñidas siempre por un cierto aire cómico e irónico.
Pueden encuadrarse en este movimiento a los siguientes grupos y artistas:
- Heredeiros da Crus de La Coruña
- Os Resentidos de Antón Reixa
- Os Diplomáticos de Monte-Alto
- Yellow pixoliñas
- Os Rastreros de Chantada
- Ruxe Ruxe
- Os Vergalhudos